# Севниця (община)
Община Севниця (словен. Občina Sevnica) — одна з общин в південній Словенії. Адміністративним центром є місто Севниця.

## Населення
У 2010 році в общині проживало 17631 осіб, 8873 чоловіків і 8758 жінок. Чисельність економічно активного населення (за місцем проживання), 7275 осіб. Середня щомісячна чиста заробітна плата одного працівника (EUR), 813,15 (в середньому по Словенії 966.62). Приблизно кожен другий житель у громаді має автомобіль (52 автомобілів на 100 жителів). Середній вік жителів склав 42,2 роки (в середньому по Словенії 41.6).